# Ivo Aniceto
Ivo Aniceto (25 maggio 1987) è un pallavolista portoghese.
Ha fatto parte della nazionale di pallavolo maschile del Portogallo.